# Julius Hardeland
Hermann Emil Julius Hardeland (* 7. Januar 1828 in Hannover; † 11. Oktober 1903 ebenda) war ein lutherischer Theologe und Direktor der Leipziger Mission.

## Leben und Werk
Als Sohn eines Kommissionärs geboren, studierte Hardeland ab 1847 Theologie an der Universität Göttingen. 1850 wurde er Privatlehrer im Haus von August von Arnswaldt in Hannover. Anschließend wurde er im Herbst 1853 Subrektor der Lauenburgischen Gelehrtenschule in Ratzeburg. 1854 ging er als Pfarrer nach Lassahn.
1860 wurde er als Nachfolger von Karl Graul Direktor der Leipziger Missionsgesellschaft. Dessen begonnenen Kurs für die Mission setzte Hardeland fort. Sowohl 1867/68 als auch 1875/76 begab er sich auf eine Reise zum Missionsfeld in Indien. Die zweite Reise wurde durch einen Konflikt zwischen mehreren Missionaren ausgelöst, in dem Hardeland zu vermitteln versuchte. Einige Leipziger Missionare vertraten, durch C. F. W. Walther beeinflusst, ein strengeres Luthertum als andere. Als Folge des Streits verließen vier Missionare den Dienst der Leipziger Mission und kehrten nach Sachsen zurück, wo sie in der Folge an der Gründung und Konsolidierung der Evangelisch-Lutherischen Freikirche beteiligt waren.
Als in den 1870er Jahren das Interesse am Beruf des Missionars nachließ, entschied sich Hardeland, die Ausbildung der Missionare von der Universität in ein eigenes Missionsseminar zu verlagern. Dort fand dann die gesamte Missionarsausbildung statt.
1886 gab Hardeland die Indianermission in Nordamerika auf, an der die Leipziger Mission kurzzeitig beteiligt war.
1891 gab er den Direktorenposten der Leipziger Mission an Karl von Schwartz weiter und ging in den Dienst der Mecklenburgischen Kirche, wo er Superintendent in Doberan wurde. 1894 trat er in den Ruhestand und zog nach Dresden. Die Universität Kopenhagen zeichnete ihn 1881 mit der Ehrendoktorwürde aus.
Hardeland war zweimal verheiratet: ab 1857 mit Mathilde Schlettwein (1836–1876), nach deren Tod ab 1878 mit Frieda Cassinone († 1907). Der Sohn Karl wurde Pastor in Hannover.